# Кубок Хорватії з футболу 2002—2003
Кубок Хорватії з футболу 2002—2003 — 12-й розіграш кубкового футбольного турніру в Хорватії. Титул вчетверте здобув Хайдук (Спліт).

## Календар
| Раунд            | Дата                        | Матчі | Клуби   |
| ---------------- | --------------------------- | ----- | ------- |
| Попередній раунд | 26-31 серпня 2002           | 16    | 48 → 32 |
| 1/16 фіналу      | 11 вересня 2002             | 16    | 32 → 16 |
| 1/8 фіналу       | 6 листопада - 4 грудня 2002 | 8     | 16 → 8  |
| 1/4 фіналу       | 5/19 березня 2003           | 8     | 8 → 4   |
| 1/2 фіналу       | 16-23 квітня 2003           | 4     | 4 → 2   |
| Фінал            | 21 травня/4 червня 2003     | 2     | 2 → 1   |

## 1/16 фіналу
| Команда 1          | Рахунок | Команда 2             |
| ------------------ | ------- | --------------------- |
| 11 вересня 2002    |         |                       |
| Орієнт (Рієка)     | 0:2     | Камен Інград (Велика) |
| Графічар (Водовод) | 1:0     | Рієка                 |
| Істра (Пула)       | 2:3     | Поморац               |
| Хайдук (Вела Лука) | 0:6     | Динамо (Загреб)       |
| Паг                | 2:7     | Хайдук (Спліт)        |
| Оріолік            | 0:9     | Осієк                 |
| Віровітиця         | 1:6     | Вартекс               |
| Омладінац (Слога)  | 2:6     | Загреб                |
| Гранічар (Жупаня)  | 0:3     | Цибалія               |
| Ускок              | 0:2     | Славен Белупо         |
| Ульяник (Пула)     | 2:1     | Хрватскі Драговоляц   |
| Дуго Село          | 1:2 дч  | Задар                 |
| Новалія            | 1:2     | Шибеник               |
| Дубровник          | 0:2     | Беліще                |
| Кроація Сесвете    | 0:3     | Інкер (Запрешич)      |
| Тополовац          | 1:0 дч  | Сегеста               |

## 1/8 фіналу
| Команда 1             | Рахунок | Команда 2          |
| --------------------- | ------- | ------------------ |
| 6 листопада 2002      |         |                    |
| Хайдук (Спліт)        | 1:0     | Тополовац          |
| Поморац               | 1:0     | Славен Белупо      |
| Цибалія               | 1:0     | Задар              |
| Осієк                 | 3:1     | Інкер (Запрешич)   |
| Ульяник (Пула)        | 6:0     | Графічар (Водовод) |
| Шибеник               | 1:2 дч  | Загреб             |
| Беліще                | 0:4     | Вартекс            |
| 4 грудня 2002         |         |                    |
| Камен Інград (Велика) | 2:1 дч  | Динамо (Загреб)    |

## 1/4 фіналу
| Команда 1             | Заг. | Команда 2      | 1-й матч | 2-й матч |
| --------------------- | ---- | -------------- | -------- | -------- |
| 5/19 березня 2003     |      |                |          |          |
| Цибалія               | 1:7  | Хайдук (Спліт) | 1:3      | 0:4      |
| Осієк                 | 1:4  | Ульяник (Пула) | 0:0      | 1:4      |
| Камен Інград (Велика) | 4:2  | Загреб         | 1:1      | 3:1      |
| Вартекс               | 4:3  | Поморац        | 3:2      | 1:1      |

## 1/2 фіналу
| Команда 1         | Заг. | Команда 2             | 1-й матч | 2-й матч |
| ----------------- | ---- | --------------------- | -------- | -------- |
| 16/23 квітня 2003 |      |                       |          |          |
| Ульяник (Пула)    | 5:1  | Камен Інград (Велика) | 1:1      | 4:0      |
| Хайдук (Спліт)    | 2:0  | Вартекс               | 2:0      | 0:0      |

## Фінал
| Команда 1               | Заг. | Команда 2      | 1-й матч | 2-й матч |
| ----------------------- | ---- | -------------- | -------- | -------- |
| 21 травня/4 червня 2003 |      |                |          |          |
| Ульяник (Пула)          | 0:5  | Хайдук (Спліт) | 0:1      | 0:4      |

### Перший матч
| 21 травня 2003 |

| Ульяник (Пула) | 0:1      | Хайдук (Спліт) |
| -------------- | -------- | -------------- |
|                | Протокол | Буле 49'       |

| «Альдо Дросіна», Пула Глядачів: 5 000 Арбітр: Желько Ширич |

### Другий матч
| 4 червня 2003 |

| Хайдук (Спліт)                                           | 4:0      | Ульяник (Пула) |
| -------------------------------------------------------- | -------- | -------------- |
| Плетикоса 19' (пен.) Рапаїч 27' Туркович 36' Деранья 82' | Протокол |                |

| «Полюд», Спліт Глядачів: 12 000 Арбітр: Горан Марич |